# 21637 Ninahuffman
21637 Ninahuffman è un asteroide della fascia principale. Scoperto nel 1999, presenta un'orbita caratterizzata da un semiasse maggiore pari a 2,3589044 au e da un'eccentricità di 0,1915948, inclinata di 7,41455° rispetto all'eclittica.
L'asteroide è dedicato alla studentessa statunitense Nina Maria Huffman.